# Głotowo
Głotowo (deutsch Glottau) ist ein Dorf und ein Wallfahrtsort der römisch-katholischen Kirche in der Stadt-und-Land-Gemeinde Dobre Miasto (Guttstadt) im Powiat Olsztyński (Kreis Allenstein) der polnischen Woiwodschaft Ermland-Masuren.

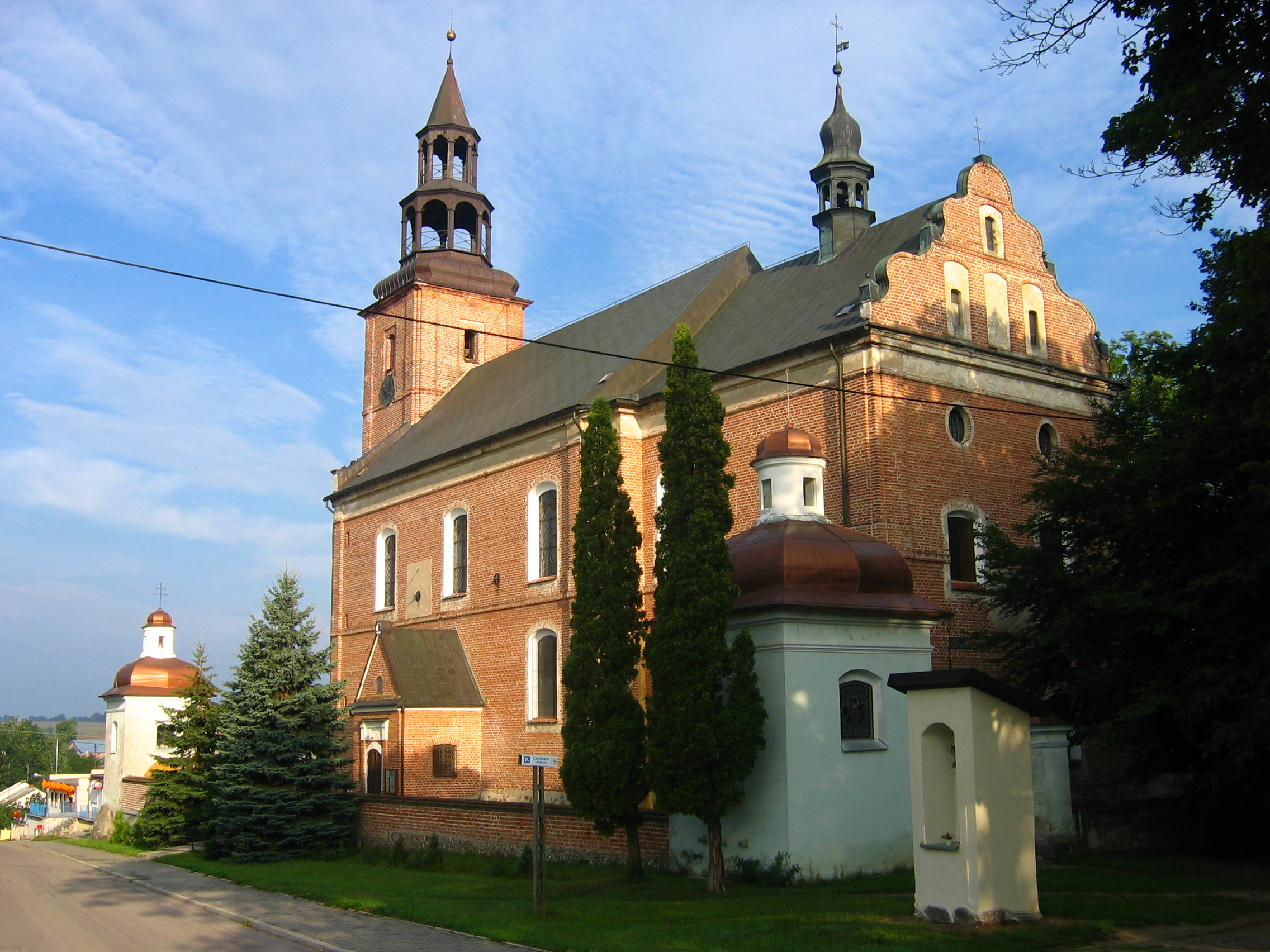
St.-Andreas-Wallfahrtskirche in Głotowo

## Geographische Lage
Die Ortschaft liegt im historischen Ostpreußen, etwa drei Kilometer südwestlich von Guttstadt (Dobre Miasto) und 21 Kilometer nordwestlich von Olsztyn (Allenstein). Die frühere Kreisstadt Heilsberg (polnisch Lidzbark Warmiński) liegt 23 Kilometer in nordöstlicher Richtung entfernt.

## Geschichte

### Ortsgeschichte

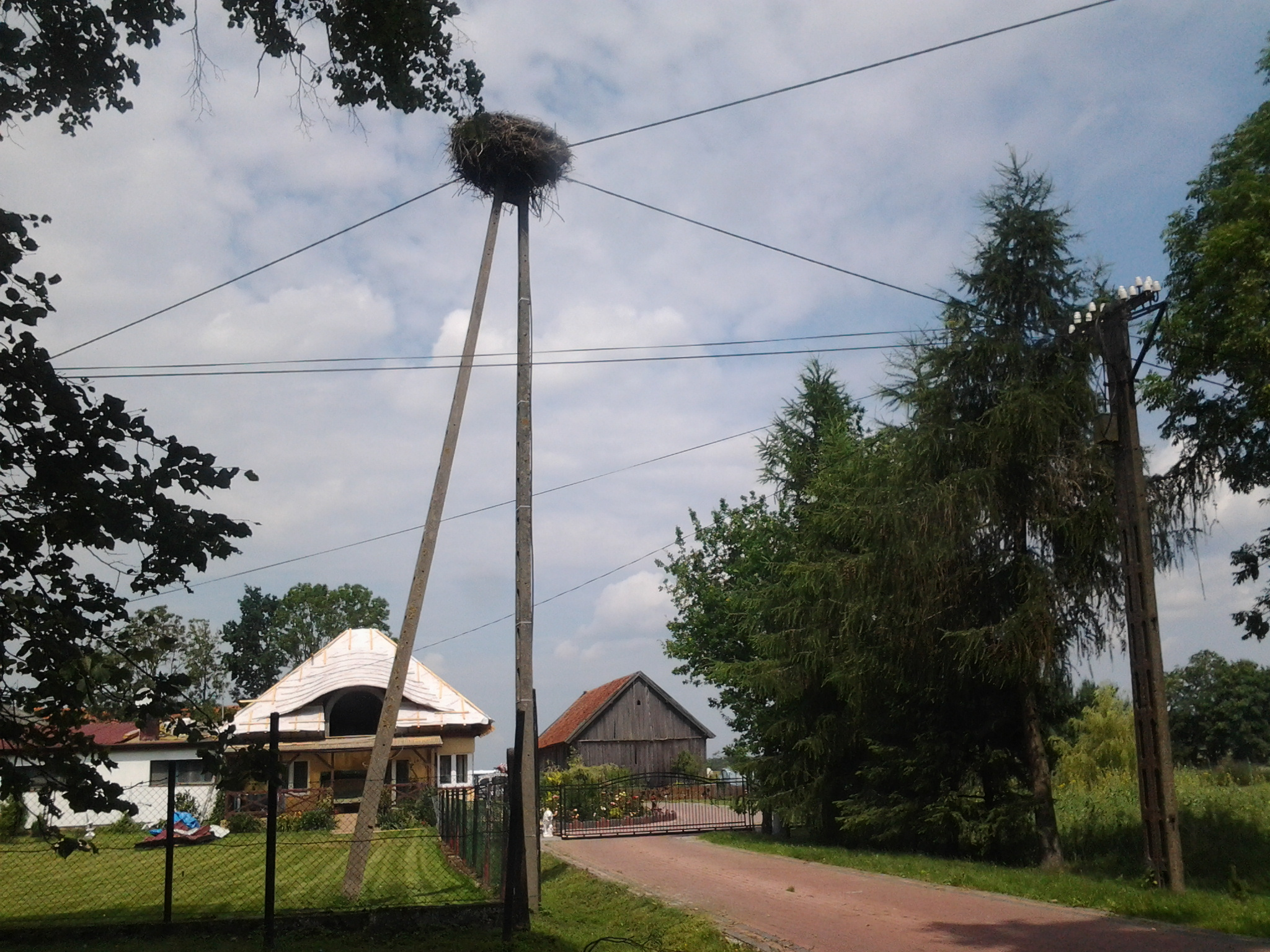
Stochennest in Głotowo

Die erste Erwähnung Glottaus datiert aus dem Jahr 1290. Bereits zu dieser Zeit war der Ort besiedelt.
Der Ort erhielt seine Handfeste im Jahr 1313. Bereits im Jahr zuvor war für den Ort eine Pfarrstelle geschaffen worden. Bischof Hermann von Prag und das Domkapitel verlegte sein im Jahr 1341 gegründete Kollegiatstift bereits nach zwei Jahren mit Order vom 30. Oktober 1343 vom Wallfahrtsort Pettelkau (polnisch Pierzchały) nach Glottau. Aufgrund der zunehmenden Unsicherheit dieses Standortes durch die bis in diese Gegend eindringenden Litauer wurde das Stift aber bereits 1347 nach Guttstadt verlegt. Das Pfarramt in Glottau blieb aber Propstei. Im Jahr 1785 wurde Glottau als ein Königliches Bauerndorf mit einer Kirche und 62 Feuerstellen (Haushaltungen) bezeichnet. Am 22. März 1928 wurde das Nachbardorf Wölken (polnisch Wilki) nach Glottau eingemeindet. Bis 1945 gehörte Glottau zum Landkreis Heilsberg im Regierungsbezirk Königsberg der Provinz Ostpreußen.
Gegen Ende des Zweiten Weltkriegs eroberte im Januar 1945 die Rote Armee die Region und unterstellte sie im März 1945 der Verwaltung der Volksrepublik Polen. Diese benannte den Ort in Głotowo um.

### Demographie
| Jahr | Einwohner | Anmerkungen                                 |
| ---- | --------- | ------------------------------------------- |
| 1816 | 357       | [ 4 ]                                       |
| 1852 | 740       | [ 5 ]                                       |
| 1858 | 751       | darunter 1 Evangelischer und 750 Katholiken |
| 1871 | 810       | [ 7 ]                                       |
| 1933 | 755       | [ 8 ]                                       |
| 1939 | 737       | [ 8 ]                                       |

### Amtsbezirk Glottau  (1874–1945)
Von 1874 bis 1945 war Glottau Sitz eines Amtsbezirk im ostpreußischen Kreis Heilsberg, Regierungsbezirk Königsberg.
| Deutscher Name | Polnischer Name  | Anmerkungen                    |
| -------------- | ---------------- | ------------------------------ |
| Glottau        | Głotowo          |                                |
| Münsterberg    | Cerkiewnik       |                                |
| Ober Kapkeim   | Kabikiejmy       |                                |
| Schwuben       | Swobodna         |                                |
| Unter Kapkeim  | Kabikiejmy Dolne |                                |
| Wölken         | Wilki            | 1928 nach Glottau eingemeindet |

## Religion

### Römisch-katholische Kirche

#### Legende des Wallfahrtsortes
Die Legende, die die Rolle von Glottau als Wallfahrtsort begründet, sagt, dass im Jahr 1290 litauische Truppen die Ortschaft überfallen hätten. Der Pfarrer von Glottau versteckte deswegen eine wertvolle silberne Pyxis, indem er sie in einem nahegelegenen Feld vergrub. In dem Behälter blieb versehentlich eine geweihte Hostie. Die Pyxis und ihr Inhalt wurden nach vielen Jahren durch Ochsen wiedergefunden. Angeblich hätten die Ochsen sich ehrfurchtsvoll mitten im Feld hingekniet, um die leuchtende Hostie zu verehren.
Dieses Phänomen wurde rasch bekannt. Die Oblate soll in einer Prozession nach Guttstadt verbracht worden sein. Nach Angaben einer zeitgenössischen Chronik kehrte die Hostie auf unerklärliche Weise zu ihrem Auffindungsort zurück. Das wurde so interpretiert, dass es Gottes Wille sei, am Ort des Wunders eine Kapelle zu Ehren des Corpus Christi zu erbauen.
Die Kapelle wurde rasch zum Ziel zahlreicher Wallfahrten, und im 18. Jahrhundert wurde schließlich die Kirche erbaut.

#### Wallfahrtskirche

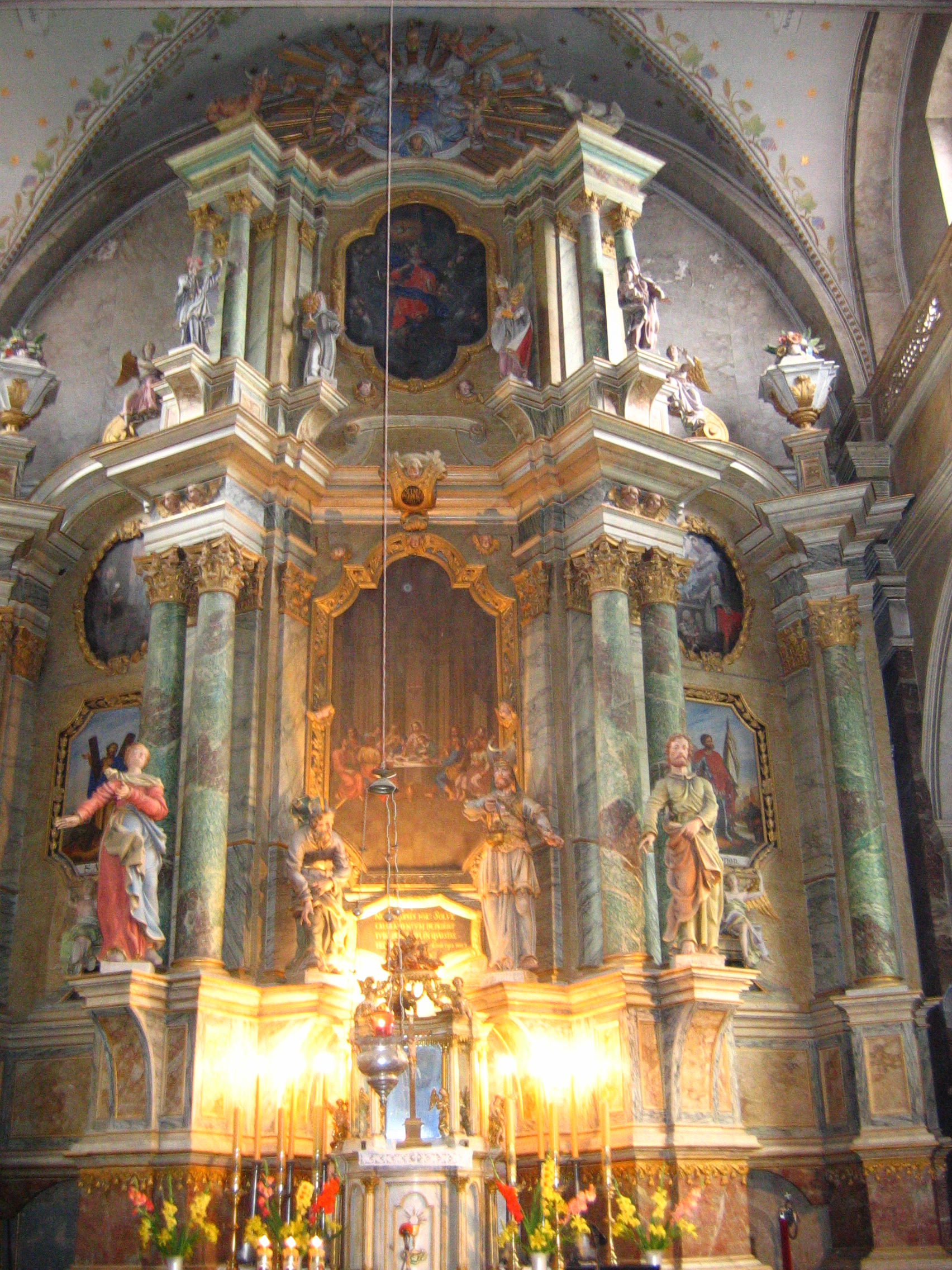
Barockaltar der St.-Andreas-Wallfahrtskirche

Die große, einschiffige Barockkirche St. Andreas wurde in den Jahren 1722–1726 unter der Leitung des Wormditter Baumeisters Christoph Reimers errichtet. Die Grundsteinlegung erfolgte am 22. August 1722 durch Bischof Theodor Andreas Potocki. Die Einweihung der Kirche erfolgte am 24. Juli 1726 durch Bischof Christoph Andreas Johann Szembek.

#### Kalvarienberg

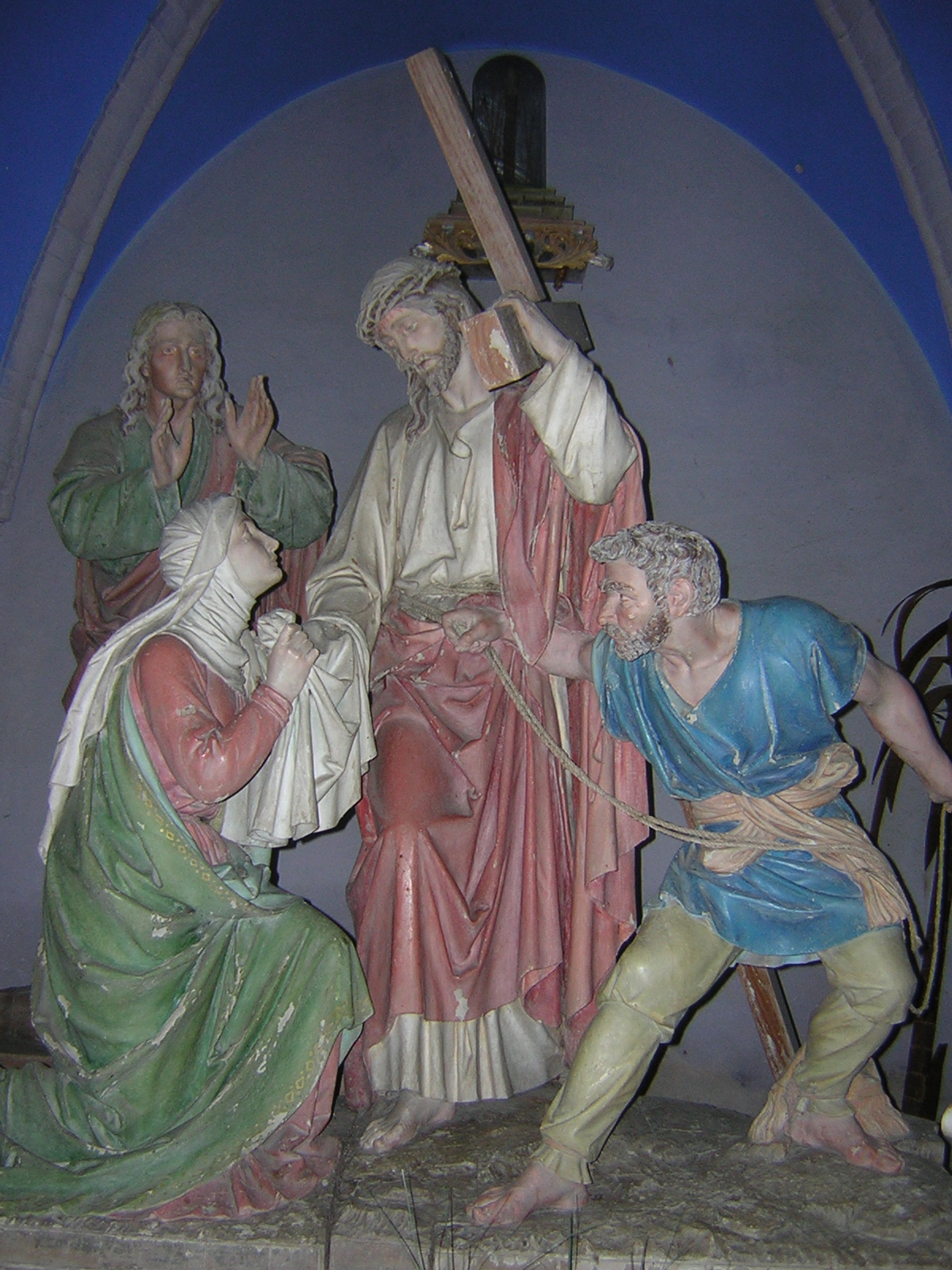
Station 6. des Glottauer Kreuzweges

Bekannt geworden ist Glottau durch den Kalvarienberg. Dabei handelt es sich um eine Darstellung des Kreuzweges Christi in Form von 14 Stationen. Dieser befindet sich in einem unmittelbar in Kirchennähe gelegenen Flusstal. Er wurde in den Jahren 1878–1884 angelegt.
Die Anlage des Kalvarienberges wurde von einem früheren Einwohner des Dorfes, Johann Merten, angeregt und finanziell unterstützt. Die Einweihung erfolgte im Jahr 1894 durch den damaligen ermländischen Bischof Andreas Thiel. Seitdem wird der Kalvarienberg von tausenden Pilgern aus Polen, Deutschland und anderen Ländern aufgesucht.

### Evangelische Kirche
Glottau war kein evangelisches Kirchdorf. Der Ort gehörte bis 1945 zum Sprengel der evangelischen Kirche Guttstadt (polnisch Dobre Miasto) in der Kirchenprovinz Ostpreußen der Kirche der Altpreußischen Union. Heute gehört Głotowo zur Diözese Masuren der Evangelisch-Augsburgischen Kirche in Polen.

## Sehenswürdigkeiten
- St. Andreas-Wallfahrtskirche
- Tausend Hände, entstanden auf einem deutsch-polnischen Künstlertreffen 2002 auf einer Wiese bei Glottau, eine Installation, die sich harmonisch in die Landschaft einfügt.[12]

## Verkehr
Głotowo liegt an der verkehrsreichen Woiwodschaftsstraße 530, die die Städte Dobre Miasto (Guttstadt) und Ostróda (Osterode in Ostpreußen) verbindet und über Świątki (Heiligenthal) und Mostkowo (Brückendorf) führt.
Dobre Miasto ist die nächste Bahnstation und liegt an der PKP-Bahnlinie 221: Olsztyn Gutkowo–Braniewo.

## Persönlichkeiten

### Aus dem Ort gebürtig
- Josef Steinki (* 19. Dezember 1889 in Glottau), deutsche römisch-katholischer Geistlicher und Märtyrer († 1945)

### Mit dem Ort verbunden
- Adalbert Prothmann (1876–1945), deutscher römisch-katholischer Geistllicher und Märtyrer, war von 1906 bis 1907 Kaplan in Glottau
- Max Meinertz (1880–1965), deutscher römisch-katholischer Theologe, Neutestamentler, war von 1904 bis 1905 Kaplan in Glottau